# ياسوهيكو فوكودا
ياسوهيكو فوكودا (باليابانية: 福田裕彦؛ بالكانا: ふくだ やすひこ) هو موزع موسيقي ومنتج أسطوانات وملحن ياباني، ولد في 3 مايو 1957 في إيتاباشي في اليابان.

## وصلات خارجية
- ياسوهيكو فوكودا على موقع IMDb (الإنجليزية)
- ياسوهيكو فوكودا على موقع ميوزك برينز (الإنجليزية)
- ياسوهيكو فوكودا على موقع ديسكوغز (الإنجليزية)
- ياسوهيكو فوكودا على موقع قاعدة بيانات الفيلم (الإنجليزية)